# Gonocephalum adpressiforme
Gonocephalum adpressiforme är en skalbaggsart som beskrevs av Zoltan Kaszab 1951. Gonocephalum adpressiforme ingår i släktet Gonocephalum och familjen svartbaggar. Inga underarter finns listade i Catalogue of Life.

## Bildgalleri

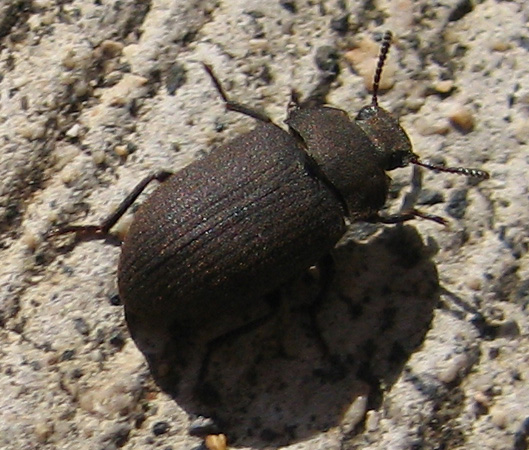